# Place des Quinconces

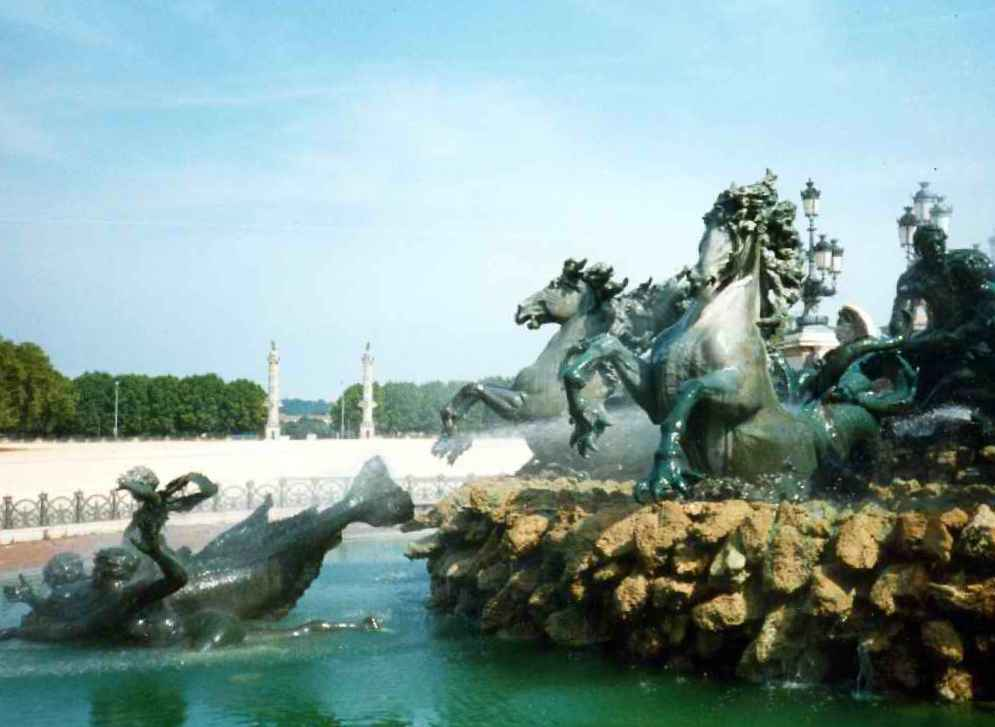
Place des Quinconces.

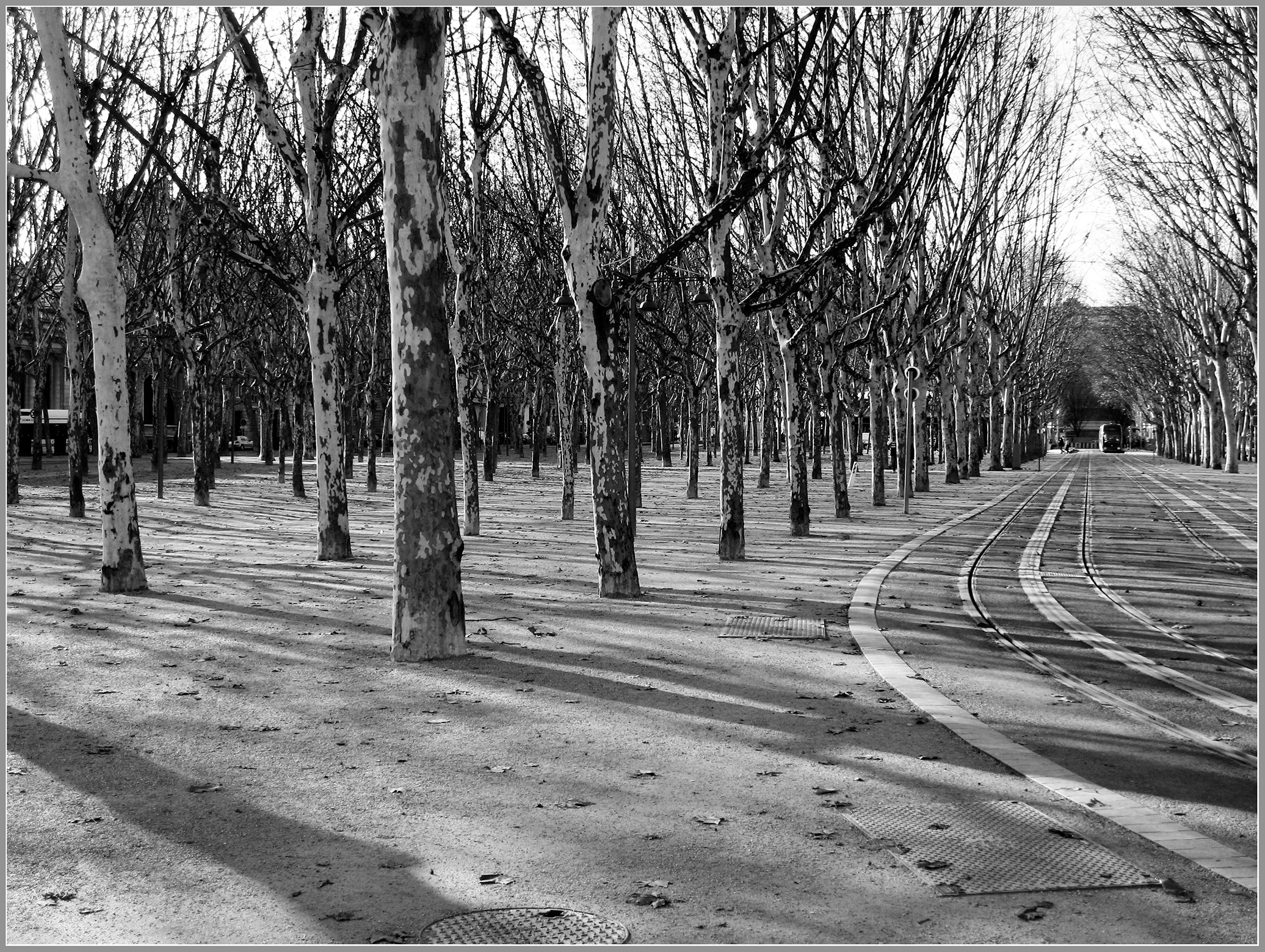
Árboles de la Place des Quinconces.

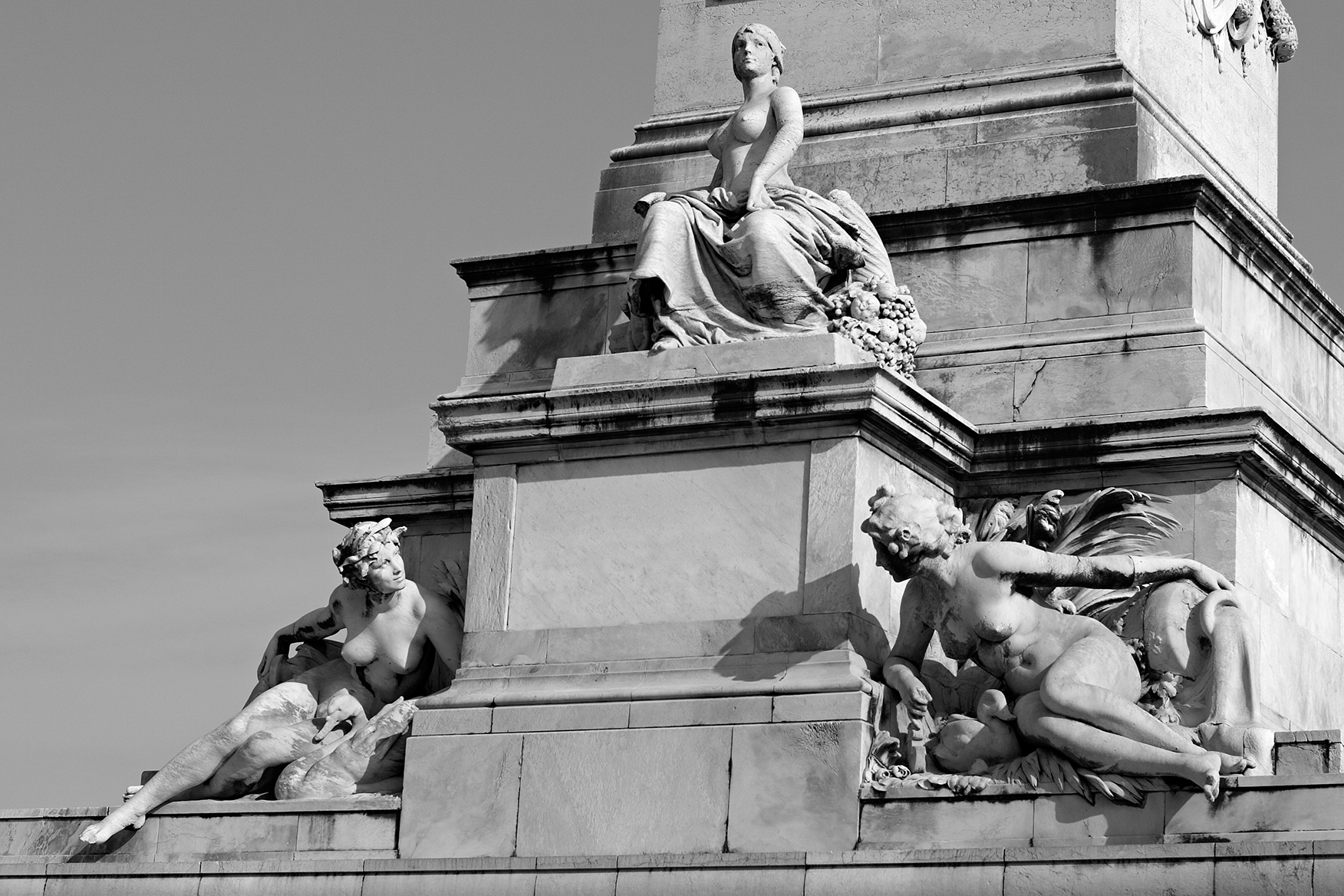
El monumento a los Girondinos.

La place des Quinconces (en español, 'plaza de los Quincunces') situada en Burdeos, Francia, es una de las plazas más grandes de Europa, con una superficie de aproximadamente 126 000 m².
Fue trazada en 1820 en la ubicación del Château Trompette, con el objetivo de evitar una rebelión contra la ciudad. Adoptó su forma actual (un rectángulo alargado redondeado con un semicírculo en uno de los lados estrechos) en 1816. Los árboles fueron plantados en 1818 dispuestos en quincunces —la figura del número 5 del dado—, de aquí el nombre de la plaza.
Las dos columnas rostrales  de 21 metros de altura frente al Garona fueron erigidas por Henri-Louis Duhamel du Monceau en 1829. Una de ellas simboliza el comercio, mientras que la otra simboliza la navegación. En 1858 se añadieron las estatuas de mármol blanco de Montaigne y Montesquieu (del escultor Dominique Fortuné Maggesi).
El monumento principal fue erigido entre 1894 y 1902 en memoria de los girondinos que cayeron víctimas de El Terror durante la Revolución francesa. Se compone de un gran pedestal enmarcado entre dos cuencos, decorado con caballos y tropas de bronce, y coronado con una gran columna con una estatua en su cima que representa el espíritu de la libertad.
Entre las esculturas de la plaza están:
- hacia el Gran Teatro: triunfo de la República
- hacia Chartrons: triunfo de la Concordia
- hacia el río: la Tribuna con el gallo francés; a su derecha, la Historia, y a su izquierda, la Elocuencia (2 personas sentadas).
- hacia la plaza Tourny: la ciudad de Burdeos sentada en la proa de un barco con una cornucopia. A la derecha de la base el río Dordoña y a la izquierda el Garona.

Al pie del tanque con caballos: la Ignorancia, la Mentira y el Vicio. La cuadriga de caballos-peces es una representación de la Felicidad. La columna fue erigida por Achille Dumilatre y Rich. El pedestal es de Corgolin. En 1943 los caballos que fueron retirados durante la ocupación alemana de Francia fueron reerigidos con su bronce restaurado.
Con la instalación del tranvía en 2003, la plaza se ha convertido en el centro de transporte público más importante de la zona, con dos líneas de tranvía, 21 líneas de autobús (incluidos dos autobuses nocturnos), una lanzadera eléctrica, y 12 líneas de autobús que pasan por Gironda, así como una zona de recepción al sur.

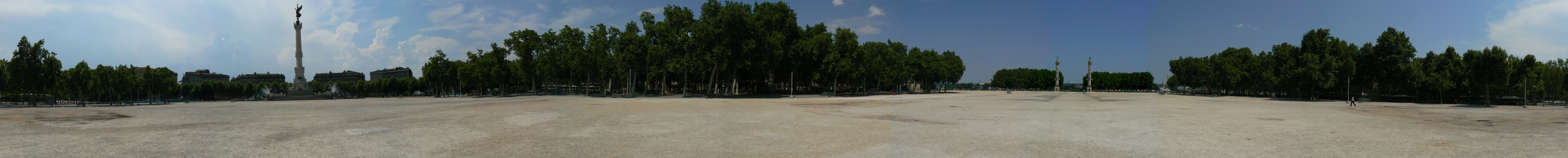
Imagen panorámica de la Place des Quinconces

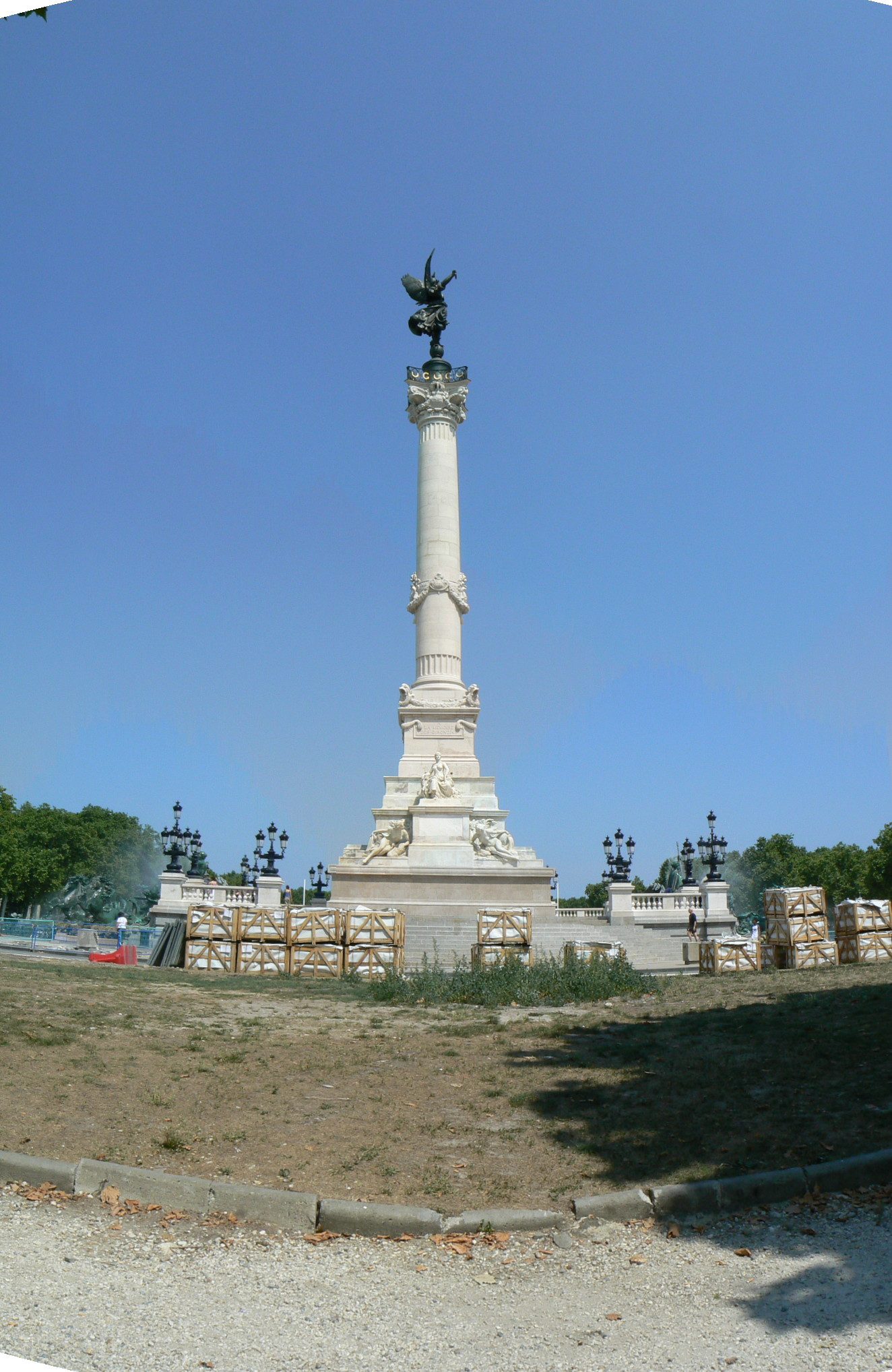
La columna de Dumilatre y Rich
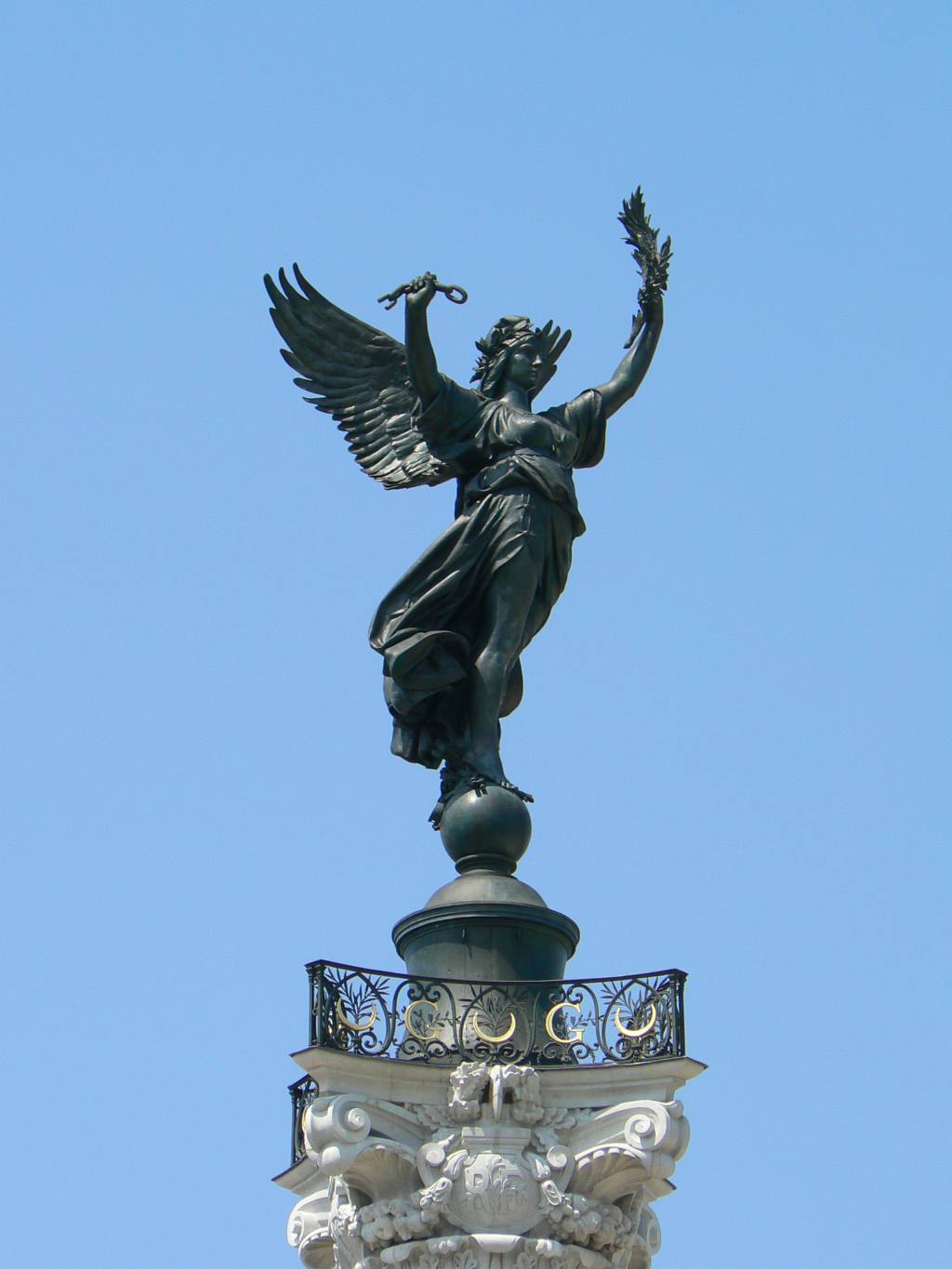
Estatua en la cima de la columna